# 美容整形外科医わいせつ事件
美容整形外科医わいせつ事件（びようせいけいげかいわいせつじけん）とは、2021年と2022年に東京都江戸川区の美容外科クリニック「東京ミッドクリニック」で発生した連続わいせつ事件である。
クリニックの院長だった男性医師Z（1回目逮捕時42歳）が、部下や患者の女性ら少なくとも7人に対して、睡眠薬や麻酔で眠らせた上で性的暴行をはたらいた。捜査関係者によると、犯行の様子がスマートフォンで撮影されており、約20人の患者が同様の被害に遭ったとみられている。

## 事件一覧
2023年1月時点で判明している事件は以下の通りである（逮捕日順）。部下に対しては上司の立場を利用して食事やカラオケに誘い、睡眠薬・麻酔薬（デートレイプドラッグ）を飲食物に混入するなどして眠らせていた。患者に対しては手術で全身麻酔をかけて眠らせていた。

### 女性部下A
2022年4月、東京都銀座のスペイン料理店で、20代の女性部下Aの飲食物に睡眠薬を混入した。女性Aの意識が朦朧としたところを自宅に連れ込み、わいせつな行為を行った。この時点では、女性Aは被害に気が付いていなかった。
その犯行翌日、調子が戻らない女性Aに対して、「元気になる薬を点滴してあげる」と言って点滴を施した。しかし点滴した薬はプロポフォールという麻酔薬であり、女性Aが眠ったところで再び犯行に及んだ。体の異変を感じた女性Aは同日中に友人に相談、病院と警察に行って捜査が始まった。

### 女性部下B
2022年3月、東京都葛飾区のカラオケ店で、20代の女性部下Bの飲食物に睡眠薬を混入した。女性Bの意識が朦朧としたところを自宅に連れ込み、わいせつな行為を行った。

### 女性患者C
2021年12月、20代の女性患者Cに対して、手術の全身麻酔で意識がない状態でわいせつな行為を行った。

### 女性患者D
2022年1月、20代の女性患者Dに対して、手術の全身麻酔で意識がない状態で2日にわたって性的暴行を加えた。

### 女性患者E
2022年1月と2022年3月、10代の女性患者Eに対して、手術の全身麻酔で意識がない状態で性的暴行を加えた。

### 女性患者F,G
2021年12月から2022年3月にかけて、20代の女性患者FとGに対して、手術の全身麻酔で意識がない状態で合計4回にわたってわいせつな行為を行った。

## 逮捕・裁判

### 加害者
男性医師Zは、2004年に川崎医科大学を卒業した。各地の病院の形成外科や皮膚科に勤務した後、2021年10月に本事件の舞台となる「東京ミッドクリニック」を開院した。なお、同クリニックは遅くとも2022年10月には閉院した。
その暮らしぶりは派手だったとされる。地上58階建てのいわゆる億ションに住み、ベンツやマセラティなどの高級外国車に乗っていたという。

### 逮捕
| 逮捕日         | 容疑                            | 被害者            | 出典         |
| -------------- | ------------------------------- | ----------------- | ------------ |
| 2022年6月30日  | 準強制性交 わいせつ目的略取     | 部下の20代女性A   | [ 2 ] [ 10 ] |
| 2022年7月21日  | 準強制性交                      | 部下の20代女性A   | [ 11 ]       |
| 2022年9月14日  | 準強制わいせつ わいせつ目的略取 | 部下の20代女性B   | [ 4 ]        |
| 2022年10月13日 | 準強制性交 準強制わいせつ       | 患者の20代女性C   | [ 12 ]       |
| 2022年11月9日  | （性的暴行）                    | 患者の20代女性D   | [ 6 ]        |
| 2022年12月5日  | （性的暴行）                    | 患者の10代女性E   | [ 7 ]        |
| 2022年1月11日  | 準強制性交                      | 患者の20代女性F,G | [ 1 ]        |

### 裁判
2022年10月4日、東京地裁で初公判が開かれ、女性Aへの事件についての審理が行われた。